# Cleteus marginicollis
Cleteus marginicollis is een keversoort uit de familie somberkevers (Zopheridae). De wetenschappelijke naam van de soort werd in 1906 gepubliceerd door Léon Marc Herminie Fairmaire.